# گروه سرود (فیلم)
گروه سرود (به انگلیسی: A Chorus Line) یا خط هم‌سرایان فیلمی محصول سال ۱۹۸۵ و به کارگردانی ریچارد اتنبرا است. در این فیلم بازیگرانی همچون مایکل داگلاس، آلیسون رید و ترنس مان ایفای نقش کرده‌اند.